# لويس أنخيل كاريلو
لويس أنخيل كاريلو (بالإسبانية: Luis Ángel Carrillo)‏ هو لاعب كرة قدم مكسيكي في مركز الوسط، ولد في 27 يناير 1986 في كانكون في المكسيك. لعب مع طوروس نيزا ونادي أتلانتي.